# Førerprincippet
Førerprincippet (tysk: Führerprinzip), henviser til et system med et hierarki af ledere, som ligner en militær struktur. Dette princip blev implementeret i stor stil i Nazityskland. Det blev dog ikke opfundet af nazisterne.
| Ledelse | Spire Denne artikel om ledelse i teori eller praksis er en spire som bør udbygges. Du er velkommen til at hjælpe Wikipedia ved at udvide den. |